# Камышинка (Ленинский район)
Камыши́нка (до 1945 года Ойсу́л; укр. Комишинка, крымскотат. Oysul, Ойсул) — исчезнувшее село в Ленинском районе Республики Крым, располагавшееся в центре района и Керченского полуострова, примерно в 2,5 км к северо-западу от современного села Останино.

## История
Первое документальное упоминание села встречается в Камеральном Описании Крыма… 1784 года, судя по которому, в последний период Крымского ханства Кучук Ойсул входил в Орта Керченский кадылык Кефинского каймаканства. После присоединения Крыма к России (8) 19 апреля 1783 года, (8) 19 февраля 1784 года, именным указом Екатерины II сенату, на территории бывшего Крымского Ханства была образована Таврическая область и деревня была приписана к Левкопольскому, а после ликвидации в 1787 году Левкопольского — к Феодосийскому уезду Таврической области. После Павловских реформ, с 1796 по 1802 год, входила в Акмечетский уезд Новороссийской губернии. По новому административному делению, после создания 8 (20) октября 1802 года Таврической губернии, Ойсул был включён в состав Кадыкелечинской волости Феодосийского уезда.
По Ведомости о числе селений, названиях оных, в них дворов… состоящих в Феодосийском уезде от 14 октября 1805 года , в деревне Ойсул числилось 20 дворов и 147 жителей. На военно-топографической карте генерал-майора Мухина 1817 года деревня Уисул обозначена с 20 дворами. После реформы волостного деления 1829 года Ойсул, согласно «Ведомости о казённых волостях Таврической губернии 1829 года», отнесли к Чалтемирской волости (переименованной из Кадыкелечинской). Видимо, вследствие эмиграции крымских татар в Турцию, деревня заметно опустела и на карте 1836 года в деревне 7 дворов, а на карте 1842 года Ойсул обозначен условным знаком «малая деревня», то есть, менее 5 дворов.
В 1860-х годах, после земской реформы Александра II, деревню приписали к Сарайминской волости. Согласно «Списку населённых мест Таврической губернии по сведениям 1864 года», составленному по результатам VIII ревизии 1864 года, Ойсул — владельческая татарская деревня с 12 дворами, 73 жителями и мечетью при колодцах. По обследованиям профессора А. Н. Козловского начала 1860-х годов, в селении колодцы были глубиной от 2 до 5 саженей (от 4 до 10 м), все с солёной водой. Также имелись ауты, которые высыхали в течение лета (Аут — небольшой пруд в степном Крыму, наполнявшийся дождевой и талой водой). На трёхверстовой карте 1865—1876 года в деревне Ойсул обозначено 14 дворов.
По «Памятной книге Таврической губернии 1889 года», по результатам Х ревизии 1887 года, в деревне Ойсул, уже Петровской волости, числилось 35 дворов и 159 жителей. По «…Памятной книжке Таврической губернии на 1892 год» в Ойсуле, входившем в Ташлыярское сельское общество, числилось 19 жителей в 4 домохозяйствах, а в безземельном Ойсуле, не входившем в сельское общество — 124 жителя, домохозяйств не имеющих. На верстовой карте Крыма 1896 года в селении обозначено 49 дворов с татарским населением. По «…Памятной книжке Таврической губернии на 1902 год» в деревне Ойгул, входившей в Ташлыярское сельское общество, числилось 119 жителей в 22 домохозяйствах. По Статистическому справочнику Таврической губернии. Ч.II-я. Статистический очерк, выпуск пятый Феодосийский уезд, 1915 год, в деревне Ойсул Петровской волости Феодосийского уезда числилось 60 дворов (10 дворов с землёй, 50 — безземельные) с татарским населением в количестве 133 человек приписных жителей и 57 «посторонних», из которых 136 мужчин и 120 женщин. Жители владели 170 десятинами удобной земли с примечанием, что жители пользовались 1672 десятинами земли уездного земства. В хозяйствах имелось 137 лошадей, 30 волов, 34 коровы и 500 голов овец, свиней, или коз.
После установления в Крыму Советской власти, по постановлению Крымревкома, 25 декабря 1920 года был образован Керченский (степной) уезд, а, постановлением ревкома № 206 «Об изменении административных границ» от 8 января 1921 года была упразднена волостная система и село вошло в состав Петровского района Керченского уезда, а в 1922 году уезды получили название округов. 11 октября 1923 года, согласно постановлению ВЦИК, в административное деление Крымской АССР были внесены изменения, в результате которых округа были отменены, Петровский район упразднили, влив в Керченский район. Согласно Списку населённых пунктов Крымской АССР по Всесоюзной переписи 17 декабря 1926 года, в селе Ойсул, центре Ойсулского сельсовета Керченского района, числилось 43 двора, из них 41 крестьянский, население составляло 157 человек (76 мужчин и 81 женщина). В национальном отношении учтено: 151 татарин, 2 русских, 2 болгар, 1 украинец, 1 записан в графе «прочие», действовала татарская школа. Постановлением ВЦИК «О реорганизации сети районов Крымской АССР» от 30 октября 1930 года (по другим сведениям 15 сентября 1931 года) Керченский район упразднили и село включили в состав Ленинского. По данным всесоюзной переписи населения 1939 года в селе проживало 436 человек. На подробной карте РККА Керченского полуострова 1941 года в селе обозначено 33 двора.
В 1944 году, после освобождения Крыма от фашистов, согласно постановлению ГКО № 5859 от 11 мая 1944 года, 18 мая крымские татары были депортированы в Среднюю Азию. Указом Президиума Верховного Совета РСФСР от 21 августа 1945 года Ойсул был переименован в Камышинку и Ойсульский сельсовет — в Камышинский. С 25 июня 1946 года селение в составе Крымской области РСФСР, а 26 апреля 1954 года Крымская область была передана из состава РСФСР в состав УССР. Время упразднения сельсовета и включения в Виноградненский пока не установлено: на 15 июня 1960 года село уже числилось в составе. Исключена из учётных данных в 1984 году.

### Динамика численности населения
| - 1805 год — 147 чел. - 1864 год — 73 чел. - 1889 год — 159 чел. - 1892 год — 143 чел. | - 1902 год — 119 чел. - 1915 год — 133/57 чел. - 1926 год — 157 чел. - 1939 год — 436 чел. |